# Baumbachstraße 9 (München)

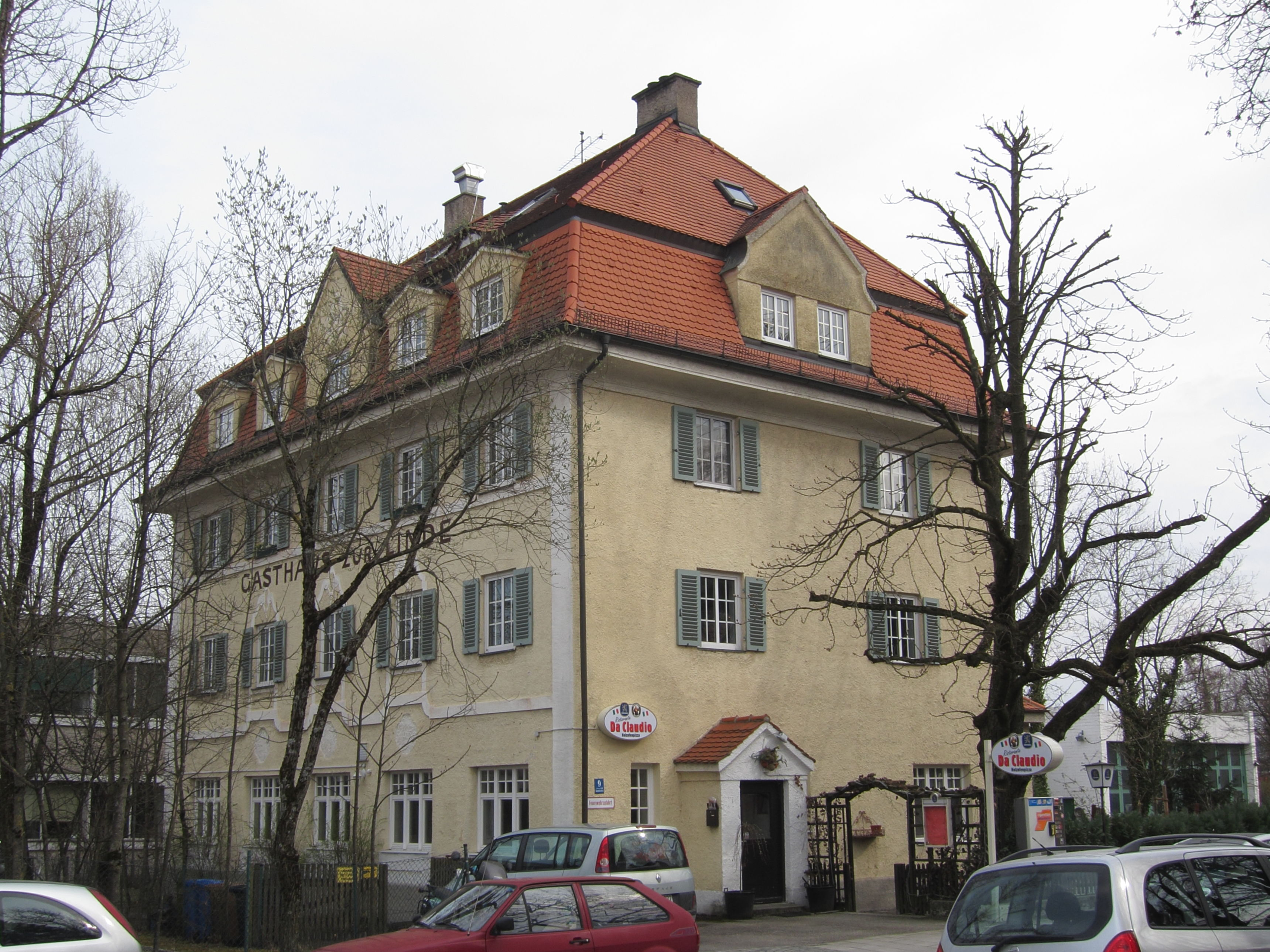
Haus Baumbachstraße 9 im Stadtteil Pasing von München

Das Gebäude Baumbachstraße 9 im Stadtteil Pasing der bayerischen Landeshauptstadt München wurde 1912 errichtet. Das ursprünglich als Gasthaus zur Linde erbaute Gebäude ist ein geschütztes Baudenkmal.
Der barockisierende Mansarddachbau wurde von den Gebrüdern Ott errichtet. Es grenzte an ein gleichzeitig angelegtes Industriegebiet mit zum Beispiel der ehemaligen Münchener Eggenfabrik.
In dem zweigeschossigen Haus befindet sich heute ein Restaurant mit Außenbewirtschaftung (ehemaliger Biergarten) im Erdgeschoss und Wohnungen in den Obergeschossen.